# シムシティ

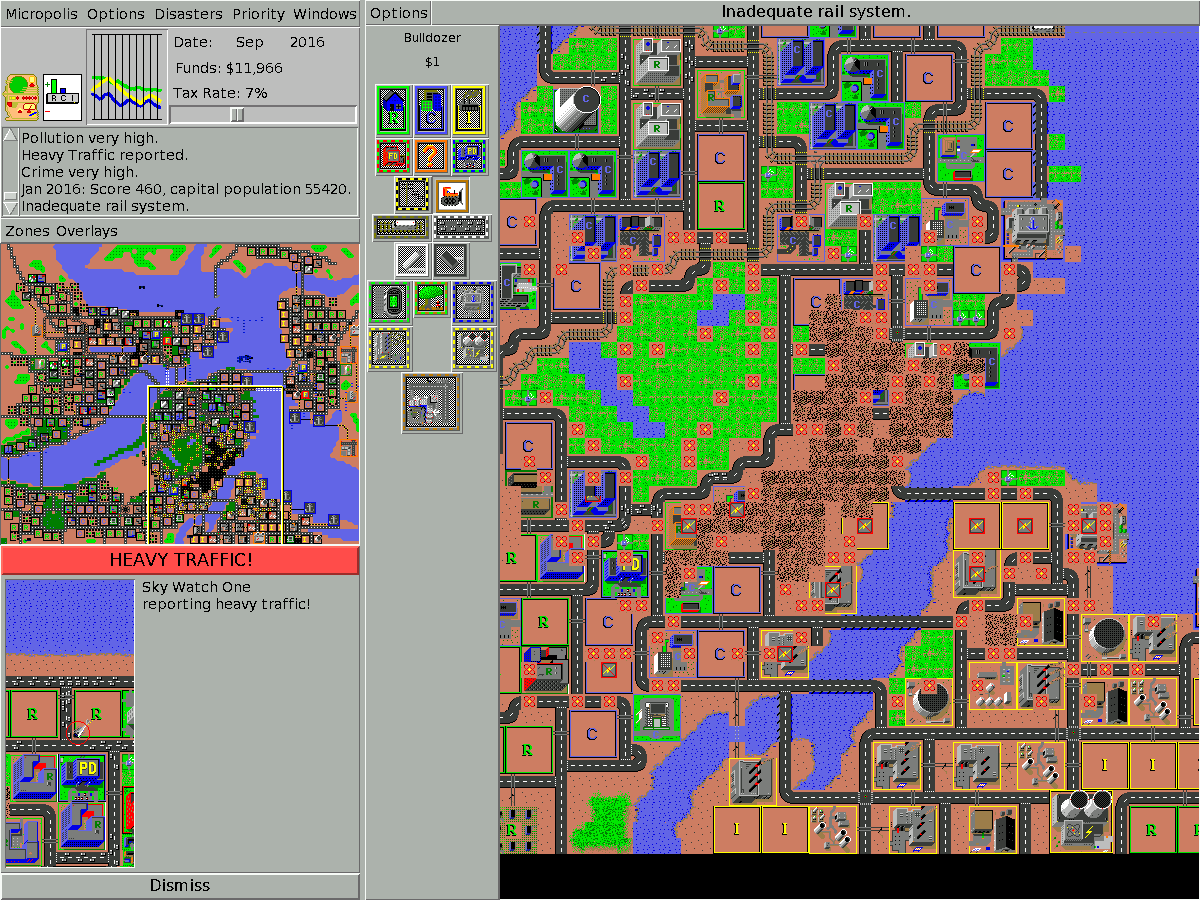
オープンソース版ミクロポリスのゲーム画面

『シムシティ』（SimCity）は、1989年にマクシスから発売された都市経営シミュレーションゲーム。シムシティシリーズの初代作品である。

## パソコン版
1989年2月2日、コモドール64、アミーガ、Macintosh、IBM PC（MS-DOSおよびOS/2）版がアメリカのmaxisより発売。コモドール64版がオリジナルである。コモドール64でバンゲリング ベイを開発、バンゲリングベイのマップ作製ソフトが進化してコモドール64のシムシティーが誕生、その後各機種に移植された。日本では1990年3月、富士通よりFM TOWNS版が発売。その後、イマジニアより1990年6月1日にJ3100版、1990年9月1日にPC-9800シリーズ版とX68000版が発売された。その他にも、日本トラストテクノロジーよりPalm OS版も販売されている。ヨーロッパ地区ではフランスのインフォグラムがATARI STなどの各機種用のシムシティーを販売している。又1990年、イギリスのProbe SoftwareがインフォグラムのシムシティーをZX Spectrum、Amstrad CPCに移植している。これらバージョンのシムシティーは後代と比較するとかなりシンプルな作りになっている。当時はそのゲーム自体の容量がフロッピー1枚分であった。ゲーム画面は街を真上から見たトップビューで、陸地と水域の違いを除いて標高の概念は存在しない。
後のシリーズ同様、住宅・商業・工業地区には低密度・高密度などの区別があり、サイズは3×3マスの固定である。インフラは電力・交通関連に限られ、教育・医療・水道・ゴミなどの概念は登場しない。教会（スーパーファミコン版では学校）と病院は登場するが、この作品では都市に特にメリットはない。
後期の作品と比べて、地価が重要視されている傾向が見受けられ、地価が低過ぎると住宅・商業地区がほとんど発展しないこともある。町の中心や緑地・水域に近いほど地価が高くなり、逆に公害や犯罪発生率が高いと地価が低くなる。
この作品における鉄道は道路とほぼ同様の効果を持っている。鉄道は建設費と維持費が高いが公害・交通渋滞を発生しないので、大規模な都市をめざすために交通渋滞や公害の対策として、しばしば道路を鉄道に置き換えていくプレイ方法が用いられる（最初から道路を一切敷かず鉄道のみで開発するプレイ方法もある）。『シムシティ2000』以降で登場した道路と鉄道との差異である駅は、本作にはまだない。
何の建造物の無い土地に一から自分の好きなように都市づくりを行うモードのほか、災害や問題の起きた都市を期限内に復興させる8つの「シナリオ」が用意されている。また、災害で襲来する怪獣は外見がゴジラに酷似している。
地形を自由に変更できるテレインエディタも発売された（PC-98,X68K版）。また、このテレインエディタを駆使して最高の人口を競うハイスコア競争も行われた（『マイコンBASICマガジン』1991年11月号）。優勝者の人口は175万1140人であった。テレインエディタを使用しなくても100万人を出すことは可能であるが、初期の土地によって人口の最大数は決まるので、最初のマップの選択によっては不可能である。
税や地価などから計算された商業、工業、住宅各地域の需要人数と実際に住んでいる人数の多少を比較して街が発展するか衰退するかを判定するルーチンが使われている。スタジアム、港、空港はそれぞれ商業、工業、住宅の需要人数の上限を2万人までという上限を取り払う効果がある。この各居住人口は655360人を超えると655360人を引いた数字が住んでいる人数と計算されるため、その状態になると住人<<需要となり、町の不満がほとんどなくなり支持率が90%を超えるほどになるバグがある。

### 登場する建築物
- 住宅地・商業地・工業地 - 「シム」と呼ばれる住民が住む場所。地価と人口が段階的に変動する。工業地は公害を発生させる。人口を増やすには各地区をバランスよく配置する必要がある。
- 道路・線路 - 交通。道路か線路に接していないと成長しない（あるいは機能しない）建築物もある。いずれも毎年維持費が必要。建設費・維持費は道路のほうが安いが、道路は公害や交通渋滞を発生させる。
- 電線 - 発電所からの電力を各建築物に通す。電力が通っていないと成長（機能）しない建築物もある。
- 公園 - 何もない場所を緑化し、地価を上げる。間接的に犯罪を減らす効果もある。もともと緑地になっている部分もあり、公園と同じ効果がある。
- 警察署 - 周囲の犯罪発生率を下げる。毎年維持費が必要。
- 消防署 - 周囲で火災が発生した際、火災の延焼を抑え、早く鎮火させる。毎年維持費が必要。
- スタジアム・港・空港 - 都市がある程度まで発展すると必要になる。スタジアムは交通渋滞を、港・空港は公害を発生させる。
- 火力（石炭）発電所・原子力発電所 - 発電所。建築物に電力を供給するために必要。火力発電所は原子力発電所に比べ建設費が安いが供給能力が低く、公害を発生させる。原子力発電所は通常は公害を発生しないが、至極まれにメルトダウンが発生する可能性がある。

### シナリオ
Dullsville 1900 Boredom
活力を失った寂れた町を30年以内に10万人都市にする。このシナリオのみ資金が他のシナリオの4分の1の$5,000しか無い。なおdullsvilleとは「退屈」を意味するスラングであり、実在する地名ではなく、「…という性質を持つ物・場所・状態」を意味する接尾辞-villeと「町・市」の意味の接尾辞-villeをかけた洒落である。次作『シムシティ2000』にも同名のシナリオが登場する。
98版などのマニュアルで難易度が「やさしい」とされているが、初期の所持金が少ないのでクリアのためには自由度がほとんどなく、難易度は高い。
San Francisco 1906 Earthquake
5年以内にサンフランシスコ地震の被害から復興させる。
Hamburg 1944 Bombing
5年以内にハンブルク空襲の被害（ゲーム内では同時多発火災として表現される）から復興させる。
Tokyo 1957 Monster Attack
突如襲来した巨大怪獣による被害（建造物を踏み潰す）から5年以内に復興させる。「ウルトラ警備隊を呼べ」というメッセージが（「ウルトラ警備隊」の部分だけ日本語で）出るというジョークがある（TOWNS版及びPC-98版では表示言語を日本語に選択した場合、怪獣襲来災害の発生時に○による伏せ字混じりで同様のメッセージが出る）。舞台設定年の1957年は映画『ゴジラ』の海外版『怪獣王ゴジラ』が日本で公開された年である（オリジナル版の公開は1954年）。中心部には堀と緑地に囲まれた一軒家がある。
Bern 1965 Traffic
10年以内に交通渋滞を解消させる。システム上道路が存在しなければ渋滞が発生しないことから、これを逆手に取って道路を全て撤去するだけでクリアが可能。
Detroit 1972 Crime
10年以内に自動車産業の衰退による失業者の増加で悪化した治安を回復させる。
Boston 2010 Nuclear Meltdown
5年以内にメルトダウンによる放射能汚染から復興させる。放射能汚染は5年では消えないので、汚染されていない地区での活動がメインになる。
Rio de Janeiro 2047 Coastal Flooding
10年以内に地球温暖化が引き起こした海面上昇による洪水から復興させる。

## FM TOWNS版
当時富士通は海外製のパソコンゲームの FM TOWNS への移植に力をいれていた。「ソフトコレクション海外編6」、つまり海外のパソコン用ゲームの移植の6番目の作品である。パッケージは「シムシティー」や「シムシティ」ではなく「シム シティー」である。シムとシティーの間にスペースが1つ入っている。TOWNS版の シム シティー は他のパソコン版とはかなり異なり、時代が進むと建物が近未来ビルになったりリニアモーターカーが登場したり怪獣がワニになっている。ワニはマーティーのイメージキャラクターである。

## スーパーファミコン版
日本語タイトルは後年の作品とは異なり、この作品のみ長音符がある『シムシティー』となる。任天堂から発売されており、他機種の作品にはない大きな変更点がある。キャッチコピーは「市長（あなた）が好きなその都市も、市民（みんな）が好きとは限らない。」。2006年12月26日からWiiのバーチャルコンソールで配信された（現在は配信終了）。BGMの作曲は岡素世。
後にスーパーファミコン向けの衛星データ受信用周辺機器「サテラビュー」で配信されていたサウンドリンクゲーム向けに他人数参加型ゲームとしてアレンジされ、1996年8月から4週にわたって「BS Simcity 街作り大会」のタイトルで配信された。

### 追加要素
主に次の機能が追加・用意された。これらの一部は以降の作品でも採用・昇華されていくことになる。
- 常にBGMが流れる。また、街の規模によって変わり、OFFにすることも可能。
- 春には桜が咲き秋には褐葉し冬には雪景色になるなど、季節によって画面の風景が切り替わる。
- 様々な条件を満たすことによって、「プレゼント」と呼ばれる、街の発展に貢献する特殊な建物を建てることができる（プレゼントは市長の家・銀行・遊園地・動物園・カジノ・埋め立て・強力な警察署・強力な消防署・マリオ像・博覧会モニュメント・風車・図書館・大きな公園・駅・噴水）。
  - 埋め立て以外のどのプレゼントも、建設すると周囲の地価が上昇する。
  - 動物園・博覧会モニュメント・風車・図書館・駅・噴水は建設すると1件につき毎年100$、遊園地は1件につき毎年200$、カジノは1件につき毎年300$の臨時収入を得られる。ただしカジノは周辺の犯罪発生率を上昇させる。
  - 強力な警察署・強力な消防署は効果の及ぶ範囲が通常の警察署・消防署の1.5倍で年間維持費は通常の警察署・消防署と同額。
  - 銀行を建てると銀行アイコンが出現し、1万$を借りることができる。21年間毎年500$ずつ返済するが、返済不能になった場合ゲームオーバーとなる。一度銀行を建てたあとで整地し撤去しても銀行アイコンはそのまま残り、返済中であれば引き続き返済し、返済中でなければ新たに借りることができる。
  - 埋め立ては水域を埋め立てて3×3の空き地を作り出すもので、埋め立てた場所に建物などを建設できる。
- 都市の状況報告やアドバイスを行う、作者であるウィル・ライトをモデルにしたキャラクター「Dr.ライト」が登場（後に『ゼルダの伝説 夢をみる島』や、『大乱闘スマッシュブラザーズシリーズ』[20]にも登場する）。

その他細かな変更点として、以下のものがある。
- 地価が低い住宅地は見窄らしい外見、地価が高い住宅地は白を基調とした清潔感をイメージしている外見となっている。
- 怪獣がクッパとされており、東京のシナリオも時代が1961年に変更されている。
- 「シナリオ」からDullsvilleとHamburgが削除され、初期状態ではシナリオの数は6つになっている。6つのシナリオを全てクリアすると「2096年ラスベガス、UFO出現」と「フリー計画」の2つのシナリオが追加される（どちらも水域がない）。
  - 「2096年ラスベガス」はUFOの襲撃を受ける中で10年以内に人口を10万人以上にする。UFOは一定範囲を破壊し、ワープしながら移動し数か所を攻撃する。UFOは一度のみならず何度も繰り返し来襲するので、攻撃を受けた場所の復興と並行して未開発地に街を拡大させる必要がある。
  - 「フリー計画」は水域が一切無くマップ中央にマリオの顔が描かれた森があるマップ上でプレイする。初期状態では建造物もなく人口も0である。特に目標も制限時間もなく、自由にプレイ可能。

当時のテレビコマーシャルは、野球帽をかぶった学校帰り風の少年が黒服の大人たちに取り囲まれて「今日からあなたは、市長です」と言われる。スーツ姿の七三ルックに変身した少年が執務室に現れ、街のジオラマ模型を前に大人の秘書たちに様々な指示を与えて街を作って行く様子が描かれ、ゲーム画面に移り変わる。最後に「学校の宿題くらいやっておいてくれたまえ、僕は忙しいんだから」とオチのセリフを言って秘書たちを困らせる、というもの。

### 特徴
- データをロードした直後は一定時間すべての建物が停電する。これにより人口が大きく減少し、また、建物の外見の地価が下がることがあり、警察署の機能も半減するので犯罪発生率が高くなる。また一時的に、グラフ上の公害発生率が急上昇する。ロード後しばらくはゲーム内の時間の進行を最も遅く設定して影響を最小限にするしかない。
- 街が大規模化するとセーブに数十秒要したり、容量オーバーしてセーブできなくなってしまうことがある。このことは説明書やバーチャルコンソール版の電子マニュアルにも明記されている。ただし、セーブできなくなることは非常にまれである。
- 街の規模が大きくなるにつれてゲームスピードが遅くなる。

説明書には「はっきり言って50万人都市は並大抵ではできない」と書かれており終盤になると人口が増えづらくなる上、無計画な都市作りをすると途中で行き詰ってしまう。このようにシムシティシリーズでは随一、難易度が高い。

## NES版
1991年、アメリカのコンシューマー・エレクトロニクス・ショーでNES版とSNES版の販売がアナウンスされるもNES版はリリースされなかった。しかし2017年、NES版のプロトタイプカートリッジが米シアトルの中古ゲームショップに持ち込まれた。NES版はSNES版とほとんど同じ内容だがファミコン版独自のBGMも収録されているなどの違いがある。発見されたプロトタイプカートリッジは完全版ではなかったため、有志によって完成、2018年12月25日からオープンソースとしてROMデータが公開された。

## MSX版
イマジニアからMSX2版のシムシティーの発売がアナウンスされたが、開発を担当していたプログラマーが開発途中で逃亡。その後発売中止になった。しかしながら海外ではブラジルのアミューズメントファクトリーがMSX1版のシムシティーを公開している。

## SIM CITY CD
従来のシムシティーの配布媒体はフロッピーディスクであった（FM TOWNS版を除く）。そのため、その後発売されたCD版のシムシティーはSIM SITY CDの名称で発売された（1995年5月1日発売）。他には、1996年2月1日『SIM CITY 2000 & SIM CITY CD』、1996年2月1日『SIM town & SIM CITY CD』、1996年5月1日『SIM CITY CD キャンペーン版』などが発売された。対応機種はPCとMACである。

## シムシティリターンズ(SIM CITY Returns)
シムシティーの拡張版である。従来のシムシティーがディスク1枚なのに対し、シムシティリターンズはディスク3枚組にボリュームアップしている。「シムシティリターンズ」以外にも「シムシティ2000&シムシティリターンズ」「シムタウン&シムシティリターンズ」の名称で販売された。対応機種としては、Windows 3.1用、Windows 3.1/Windows 95用、Macintosh用がある。プレイに支障は無いがWindows XPでウインドウを縮小や最大化すると、ウインドウ内が正しく表示されない。また、海外では「SIMCITY GRAPHICS」というシナリオ集も発売されている。

## シムシティー・クラシック(SIM CITY CLASSIC)
2002年5月24日には携帯電話のアプリケーションとしても登場、ハドソンから配信されている。この頃から従来の元祖シムシティーは他のバージョンのシムシティーと区別するためにシムシティー・クラシックの名称で発売されている。携帯電話版のシムシティーは他ユーザーと電気やゴミを売買できる様になっている。パソコン版のSIM CITY CLASSICは英語版のみの発売で日本語版は発売されていない。DOS版のシムシティー・クラシックはHP200LXで動作する。

## シムシティークラシック・ライブ(SimCity Classic LIVE)
オンラインで遊べるシムシティー・クラシックである。ブラウザー上で動作する。

## その他のシムシティー
上記以外にも「シムシティDX」や「シムシティオリジナル」などがある。それらシムシティーの基本的なプレイ方法は変わらないが、収録されているシナリオデータなどが違う。

## Micropolis
ミクロポリス、またはマイクロポリス。2008年1月10日、OLPC XO-1へ搭載するために初代シムシティのソースコードがオープンソースソフトウェア(GPLv3)で公開された。オリジナル版と比べて、飛行機事故のイベントが削除されているという違いがある。またエレクトロニック・アーツは商標を放棄していないため、ソースコードはMicropolisという名前で公開されている。

## iPhone版 シムシティ/シムシティデラックス
2008年12月にシムシティ公開、2010年7月Deluxe版に差し替え、その後、SimCity Buildit公開に伴い、ストアから削除される。現在では入手不可。iPhone/iPod touch版とiPad版の2種類があった。シムシティ/シムシティデラックスとなっているが、実際はシムシティ3000のダウングレード版である。

## 攻略本
- シムシティー 任天堂公式ガイドブック
- The Sim City　都市計画委員会ハンドブック

## その他
- カジュアル衣料品店のユニクロではシムシティのTシャツを販売していた[35]。
- 1990年12月17日『ウィル・ライトが明かすシムシティーのすべて』という本が角川書店より発売されている。ISBN 9784047140059

## 関連書籍
- 『任天堂公式ガイドブックシムシティー』小学館〈ワンダーライフスペシャル〉、1991年6月。ISBN 978-4091041913。
- ファイティングスタジオ 編『シムシティー必勝攻略本』双葉社〈スーパーファミコン完璧攻略シリーズ3〉、1991年7月。ISBN 978-4575281224。
- 石塚辰郎、野田祐己、春日秀美『シムシティ ガイドブック』秀和システムトレーディング、1990年11月18日。ISBN 4-87966-209-7。
- ウィル・ライト 著、多摩豊 訳『ウィル・ライトが明かすシムシティ―のすべて』角川書店〈コンプコレクション5〉、1990年12月。ISBN 978-4047140059。
- 猫が好き『遥かなるシムシティ』大陸書房〈スーパーゲーム・フォーラム6〉、1992年6月。ISBN 978-4047140059。
- 真留木優『シムシティハンドブック』ビー・エヌ・エヌ〈ゲームハンドブック・シリーズⅢ-5〉、1990年2月。ISBN 978-4893691019。
- ジョニー・Ｌ．ウィルソン 著、神子島整 訳『シムシティー都市計画委員会ハンドブック』ビジネス・アスキー、1991年8月。ISBN 978-4893661012。
- スタジオ・ハード 編『Macintosh版 SimCity : 都市づくりパーフェクトマニュアル』ビジネス・アスキー〈Mac guide〉、1990年7月。ISBN 978-4893660794。